# Skogmo
Skogmo är en tätort i Overhalla kommun i Trøndelag fylke i mellersta Norge. Orten ligger där fylkesväg 17 möter fylkesväg 760, på norra sidan av älven Namsen. Den numera nedlagda Namsosbanan passerar även orten.